# Nippon Steel
Nippon Steel Corporation (日本製鉄株式会社 'Nippon Seitetsu kabushiki gaisha'?), se formó en 2012 por la fusión de la antigua Nippon Steel y Sumitomo Metal. La antigua Nippon Steel Corporation (kyūjitai: 新日本製鐵株式會社) se estableció en 1970 mediante la fusión de Fuji Iron & Steel y de Yawata Iron & Steel.
Nippon Steel se convirtió en el tercer productor de acero más grande del mundo por volumen 2019.

## Historia

### Primeros años
Nippon Steel se creó mediante la fusión de Yamata Iron & Stell y Fuji Iron & Steel. A principios de 1981, sin embargo, la compañía recortó la producción y tuvo un fuerte descenso en las ganancias de ese año fiscal. Obligada a cerrar los hornos, la compañía mostró la típica aversión japonesa a los despidos, optando en su lugar por ofrecer la jubilación anticipada estándar pero también opciones menos convencionales como la creación de una empresa de cultivo de hongos que utilizaba el calor excedente generado por los hornos de acero para crear la temperatura adecuada.

### Tiempos difíciles
Debido a la caída de la demanda causada por el aumento del coste de los materiales, la empresa entró en un año difícil. En 1983, la compañía informó al final del año fiscal (31 de marzo) que Nippon Steel se encontraba en una situación aún más complicada. La prolongada caída de la demanda provoca la reducción de un 39 % de las ganancias con respecto al año anterior. Durante este tiempo toda la industria siderúrgica japonesa tuvo problemas en un período de turbulencias, en el que otras naciones como Corea del Sur, que con unos costes laborales mucho más pequeños, incrementaron el volumen de sus negocios. La compañía anunció pérdidas en 1986, lo que provocó un esfuerzo decidido para diversificar el sector industrial para dar trabajo a miles de empleados que deberían ser transferidos al cierre de los hornos.

### Diversificación
Nippon Steel se expandió o se estableció aún más en productos como semiconductores, electrónica de consumo, parques de atracciones llamados Space World, software e incluso gestión de recursos humanos. La compañía superó siete años difíciles pero rentables, cuando volvió a tener pérdidas en 1993. Una vez más, miles de empleados serían transferidos a nuevas operaciones. Debido a la reducción de costos, la compañía recuperó el equilibrio financiero en 1995. Sin embargo, Nippon Steel declaró que las ganancias en 1999 sufrieron el peso abrumador de los costos de las pensiones, un problema común para los gigantes industriales en contracción. 2002 y 2003 serían años consecutivos de pérdidas, pero la sólida demanda de acero de China devolvió la rentabilidad a la empresa. Curiosamente, Nippon Steel obtuvo ganancias operativas en 2002 y 2003, y las pérdidas se debieron a la depreciación de sus activos inmobiliarios y a la caída de su cotización bursátil, entre otros. Tras la fusión a tres bandas del Grupo Sumitomo con Kinzoku Steel Corporation (Sumikin Bussan), y con Nippon Steel, se formó NSSC como la división de acero inoxidable del conglomerado de estas empresas.

### Fusión
A principios de 2011, Nippon Steel anunció planes para fusionarse con Sumitomo Metal Industries. Con Nippon Steel produciendo ~26,5 millones de toneladas de acero al año y Sumitomo produciendo ~11 millones de toneladas, la entidad fusionada produciría cerca de 37 millones de toneladas de acero bruto al año. Este volumen de producción de acero convertiría a Nippon Steel en la segunda siderúrgica más grande del mundo, colocándola muy por delante de Baosteel, el número dos actual (que produce ~31 tm de acero / año), aunque todavía muy por detrás de ArcelorMittal (que produjo 77,5 tm de acero bruto). en 2010).
El 1 de octubre de 2012, Nippon Steel se fusionó formalmente con Sumitomo Metal Industries en una proporción de 0,735 acciones de Nippon Steel por cada acción de Sumitomo Metal. Las acciones fusionadas figuran (bajo el número 5401, el antiguo número de Nippon Steel) como Nippon Steel & Sumitomo Metal Corp. Se anunció la fusión de las sucursales de logística de ambas compañías el 1 de abril de 2013, bajo el nombre de "Nippon Steel & Sumikin Logistics Co., Ltd.", propiedad total de Nippon Steel & Sumitomo Metal Corporation. La empresa fusionada tenía previsto publicar sus datos en común en el verano de 2013.
El 1 de abril de 2019, el nombre japonés de la empresa se cambió de Nippon Steel & Sumitomo Metal Corporation a Nippon Steel Corporation.

### Gestión posterior
En mayo de 2020, Nippon Steel anunció que suspendería las operaciones de cuatro hornos, uno de ellos de forma permanente, ya que registró pérdidas en el año fiscal 2019.

## Principales ubicaciones de plantas
- Muroran, Hokkaidō
- Kamaishi, Iwate

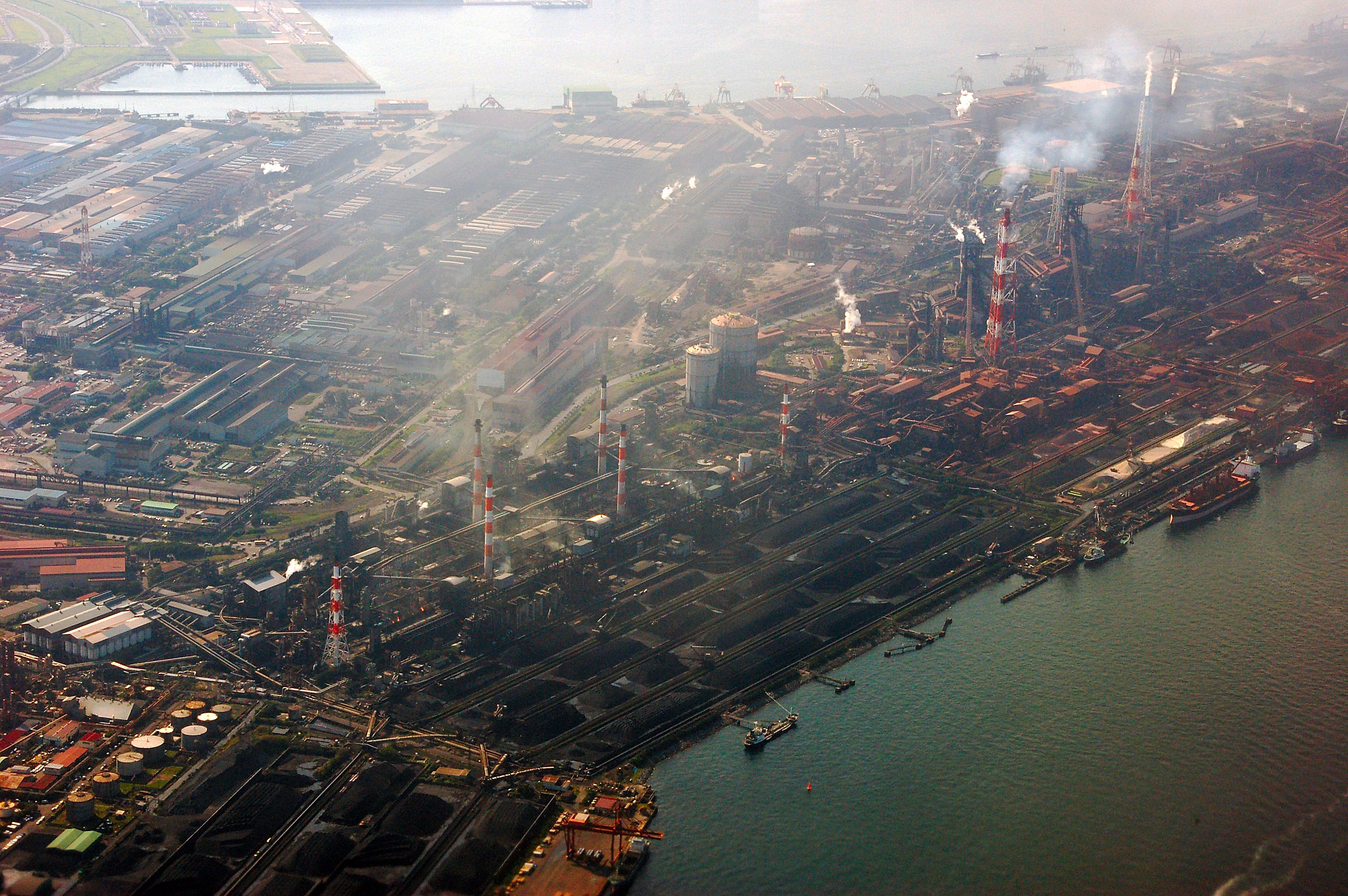
Kimitsu Steel Works

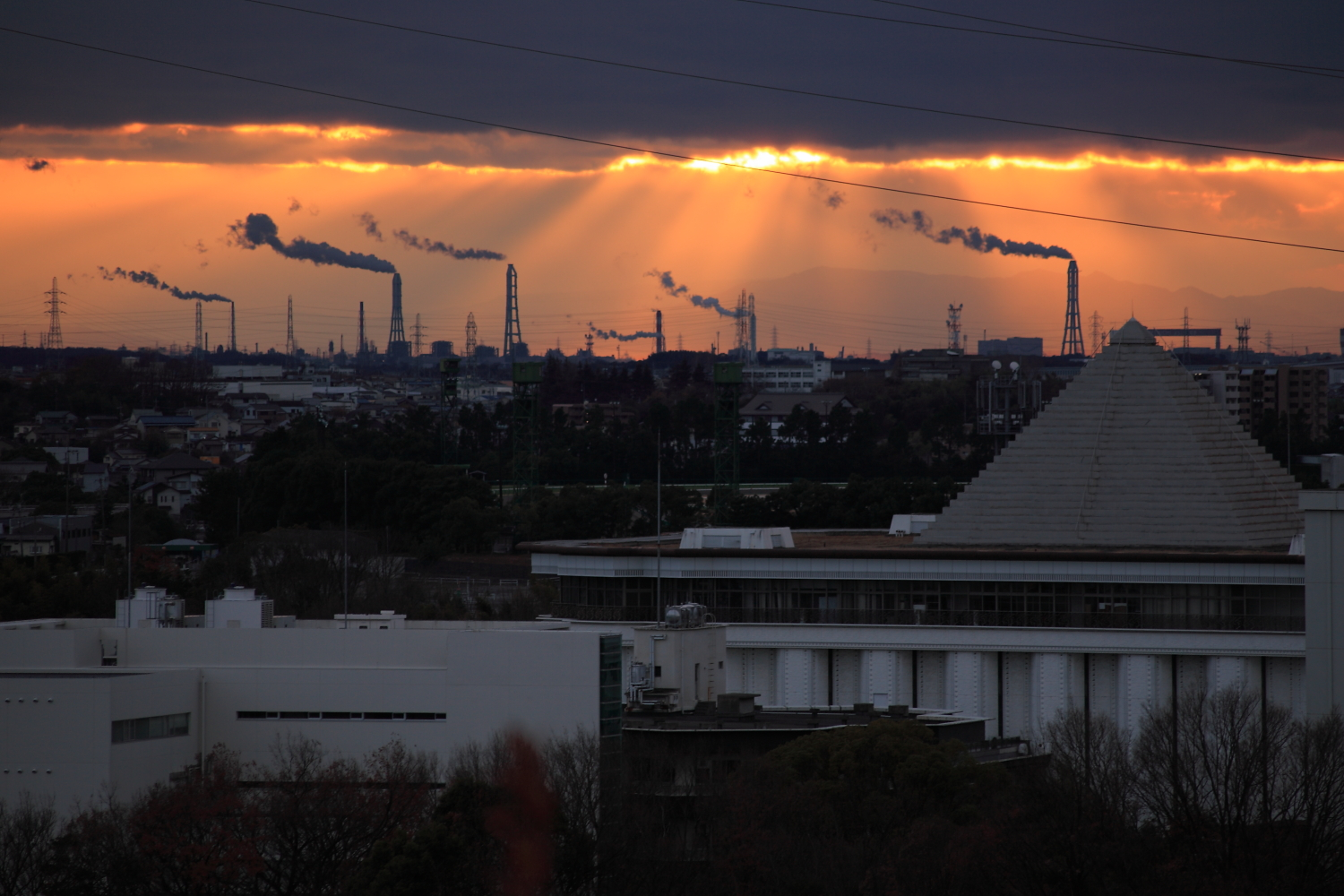
Nagoya Works Ltd.

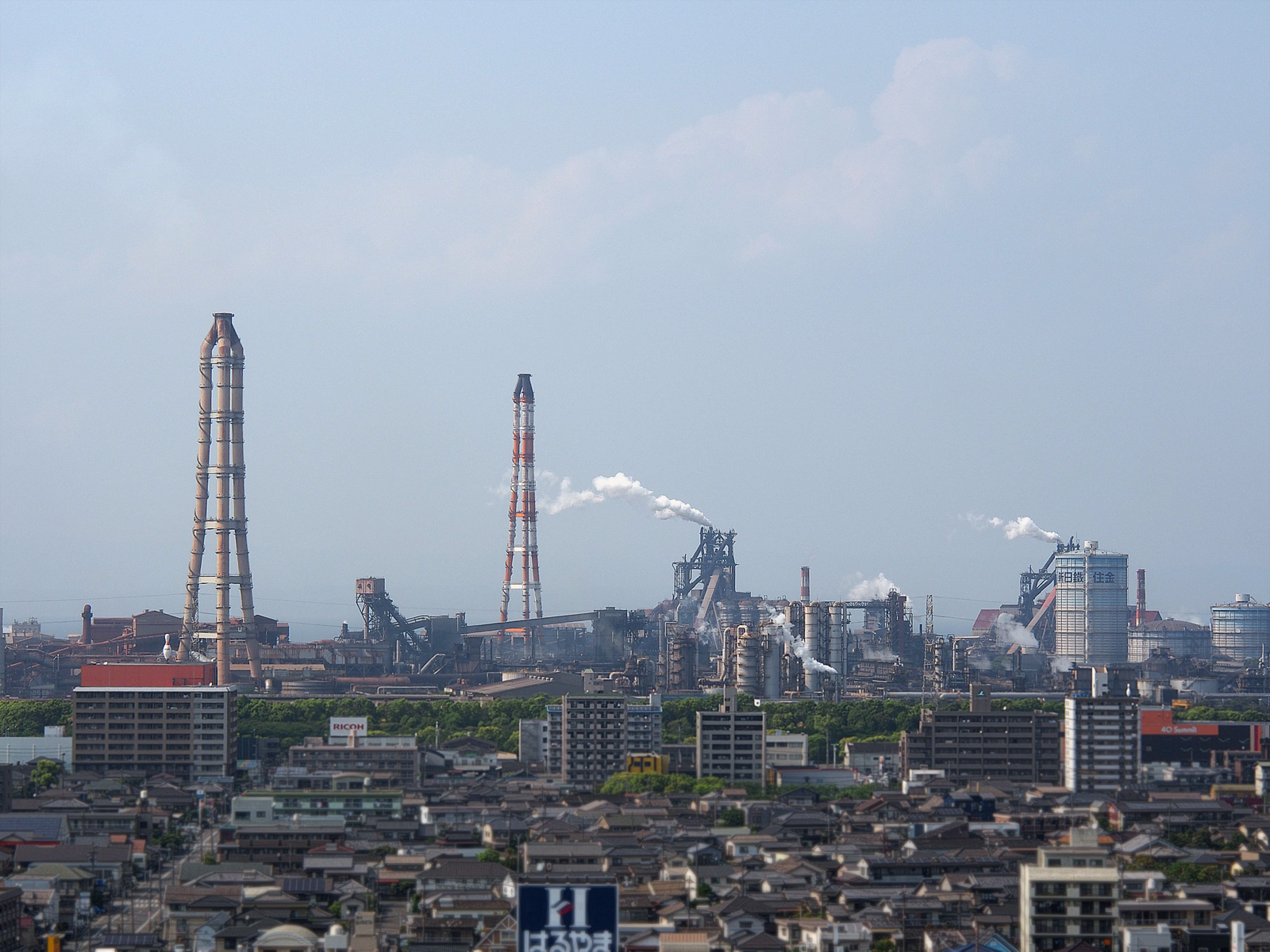
Oita Steel Works (Distrito de Oita)

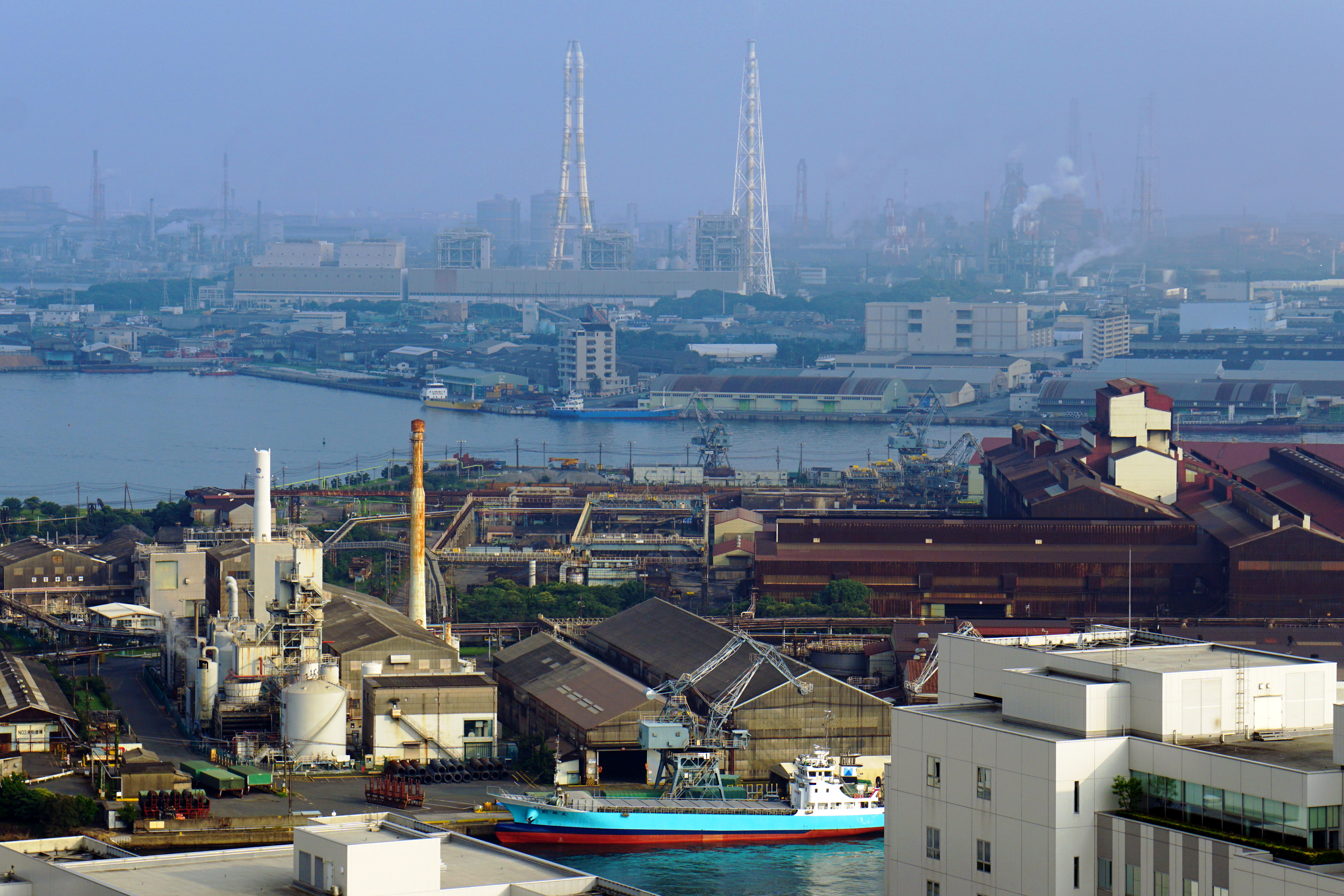
Yawata Works Ltd.

- Kimitsu, Chiba: Kimitsu Steel Works
- Tokio
- Tōkai, Aichi (Nagoya)
- Sakai, Osaka
- Himeji, Hyogo (Hirohata)
- Hikari, Yamaguchi – Tuberías de acero
- Kitakyushu, Fukuoka (Yahata)
- Oita, Oita

### Agregado después de la fusión de Sumitomo
- Kashima, Ibaraki
- Jōetsu, Niigata (Naoetsu)
- Amagasaki, Hyōgo
- Osaka
- Wakayama
- Kitakyushu, Fukuoka (Kokura)

### Empresas conjuntas
- New Carlisle (Indiana), EE. UU. (construido en 1991)[11]
- AM/NSCalvert. Anteriormente llamada ThyssenKrupp Steel USA y ubicada en Calvert (Alabama), la instalación fue comprada a ThyssenKrupp a través de una sociedad conjunta 50/50 con ArcelorMittal en febrero de 2014 por 1500 millones de dólares y pasó a llamarse AM/NS Calvert.[12] Un proyecto de construcción completamente nuevo que comenzó en 2007, la instalación comenzó a operar en 2010 y tiene una capacidad de producción de 5,3 millones de toneladas e incluye un laminador de bandas en caliente, un laminador en frío y 4 líneas de procesamiento. Los productos de la instalación se comercializan en la región del TLCAN a través del socio gerente ArcelorMittal.[13]
- Nippon Steel Trading Co., Ltd. ha establecido una empresa conjunta con tres empresas locales indonesias para producir 120.000 toneladas de chapa de acero para la industria automotriz. Nippon Steel controlaría una participación del 30 por ciento de la empresa conjunta, PT IndoJapan Steel Center. La planta industrial stá ubicada en el Polígono Industrial Mitra Karawang, Provincia de Java Occidental en un área de 4.8 hectáreas con una inversión total para la primera fase de 38 millones de dólares y se espera que comience a operar en enero de 2013.[14]
- POSCO-Nippon Steel RHF Joint Venture, Co., Ltd., ubicada en Pohang, Corea del Sur. Utilizando la tecnología de hornos de solera rotatoria, la empresa recicla lodos y el polvo que sale de las plantas de POSCO.[15]

## Controversias
El 30 de octubre de 2018, la Corte Suprema de Corea del Sur rechazó las apelaciones para revocar una orden de 2013 que requería que Nippon pagara una compensación a cuatro trabajadores surcoreanos que se sometieron a trabajos forzados durante la Segunda Guerra Mundial y ordenó a Nippon que pagara a cada uno de los trabajadores una suma individual de 100 millones de wones (87.700 dólares). Los cuatro trabajadores siderúrgicos supervivientes, que fueron víctimas de trabajos forzados supervisados por Sumitomo, presentaron originalmente una demanda en 2005. Un portavoz de Nippon calificó la decisión de "profundamente lamentable" y aseguró que se solicitaría la revisión del fallo. El Ministro de Relaciones Exteriores de Japón Tarō Kōno sostuvo que el asunto "había sido resuelto tras el Tratado de Relaciones Básicas entre Japón y la República de Corea".
La incautación de activos para asegurar el pago ordenada por la Corte Suprema de Corea involucraba la participación de Nippon en PNR, la empresa conjunta POSCO-Nippon.

## Preocupación por el medioambiente
En 2005, la corporación Nippon Steel hizo un plan para aumentar su capacidad para reciclar residuos plásticos en coque en un 30 %. El coque es un recurso principal en la producción de acero. Para gestionar la carga, se han invertido 4000 millones de yenes (alrededor de 38,2 millones de dólares) para instalar equipos en Oita Mill y montar un segundo horno en las instalaciones de Kyushu.
En 2006, Nippon Steel y Mitsubishi Heavy Industries, Ltd. (MHI) crearon conjuntamente un acero de alta resistencia a la tracción. La primera aplicación para la que se utilizó este acero fue en los cascos de los buques portacontenedores. Este acero permite que los barcos sean igual de fuertes sin emplear el acero de mayor grosor que requería el creciente tamaño de los barcos. El espesor más pequeño permite que los barcos logren una mayor eficiencia de combustible, reduciendo la carga ambiental de los barcos.
Nippon Steel anunció un proyecto piloto para procesar los desechos de alimentos en etanol en 2006. Le encargaron a la ciudad de Kitakyushu la recolección y clasificación de restos de alimentos y a Nishihara Co., una empresa de gestión de desechos, el desarrollo de nuevas tecnologías para poner en práctica el sistema de recolección clasificada. Para minimizar los costos, se utilizaría el calor residual de una instalación de incineración existente que no se ha utilizado de manera efectiva, y el residuo que quedase después de la obtención del etanol sería quemada en este incinerador.
La compañía ha estado abordando los problemas ambientales de manera integrada como parte de la gestión general desde el establecimiento de la empresa, con el objetivo de lograr una sociedad sostenible. En 2011, la empresa fue galardonada con el Premio Internacional de Sostenibilidad Fray en México, por su enfoque en el logro de Ecoprocesos, Ecoproductos y Ecosoluciones.